# Gardegan-et-Tourtirac
Gardegan-et-Tourtirac est une commune du Sud-Ouest de la France, située dans le département de la Gironde, en région Nouvelle-Aquitaine.

## Géographie

### Localisation
Commune située dans le Pays du Libournais à 20 km à l'est de Libourne, sur la Lidoire.

### Communes limitrophes
Les communes limitrophes en sont Les Salles-de-Castillon au nord-est, Saint-Michel-de-Montaigne (Dordogne) à l'est, Belvès-de-Castillon au sud, Sainte-Colombe à l'extrême sud-ouest, en quadripoint, Saint-Genès-de-Castillon à l'ouest et Saint-Philippe-d'Aiguille au nord-ouest.
Le quadripoint, point de la surface de la Terre qui touche quatre régions distinctes, réunit les communes de Gardegan-et-Tourtirac en son nord-est, Belvès-de-Castillon en son sud-est, Sainte-Colombe en son sud-ouest et Saint-Genès-de-Castillon en son nord-ouest. À l'est, en Dordogne, la commune de Montpeyroux est distante de 75 mètres.
| Saint-Philippe-d'Aiguille                      |                       | Les Salles-de-Castillon              |
| Saint-Genès-de-Castillon                       | Gardegan-et-Tourtirac | Saint-Michel-de-Montaigne (Dordogne) |
| (quadripoint) {\displaystyle +} Sainte-Colombe | Belvès-de-Castillon   |                                      |

### Hydrographie
La commune est bordée à l'est sur trois kilomètres et demi par la Lidoire et son affluent le Lechout, face à Saint-Michel-de-Montaigne. Deux autres cours d'eau servent de limite communale : au nord-est sur trois kilomètres le ruisseau de Piqueroque, affluent du Lechout, face aux Salles-de-Castillon, et au sud-est, le ruisseau de l'Anguille sur trois kilomètres, affluent de la Lidoire, face à Belvès-de-Castillon.

### Climat
Pour des articles plus généraux, voir Climat de la Nouvelle-Aquitaine et Climat de la Gironde.
Historiquement, la commune est exposée à un climat océanique aquitain.  
En 2020, Météo-France publie une typologie des climats de la France métropolitaine dans laquelle la commune est exposée à un climat océanique et est dans la région climatique  Aquitaine, Gascogne, caractérisée par une pluviométrie abondante au printemps, modérée en automne, un faible ensoleillement au printemps, un été chaud (19,5 °C), des vents faibles, des brouillards fréquents en automne et en hiver et des orages fréquents en été (15 à 20 jours).
Pour la période 1971-2000, la température annuelle moyenne est de 12,6 °C, avec une amplitude thermique annuelle de 15 °C. Le cumul annuel moyen de précipitations est de 837 mm, avec 11,9 jours de précipitations en janvier et 7,1 jours en juillet. Pour la période 1991-2020, la température moyenne annuelle observée sur la station météorologique la plus proche, située sur la commune de Saint-Émilion à 11 km à vol d'oiseau, est de 13,9 °C et le cumul annuel moyen de précipitations est de 798,1 mm,. Pour l'avenir, les paramètres climatiques de la commune estimés pour 2050 selon différents scénarios d’émission de gaz à effet de serre sont consultables sur un site dédié publié par Météo-France en novembre 2022.

## Urbanisme

### Typologie
Au 1er janvier 2024, Gardegan-et-Tourtirac est catégorisée commune rurale à habitat dispersé, selon la nouvelle grille communale de densité à sept niveaux définie par l'Insee en 2022.
Elle est située hors unité urbaine et hors attraction des villes,.

### Occupation des sols

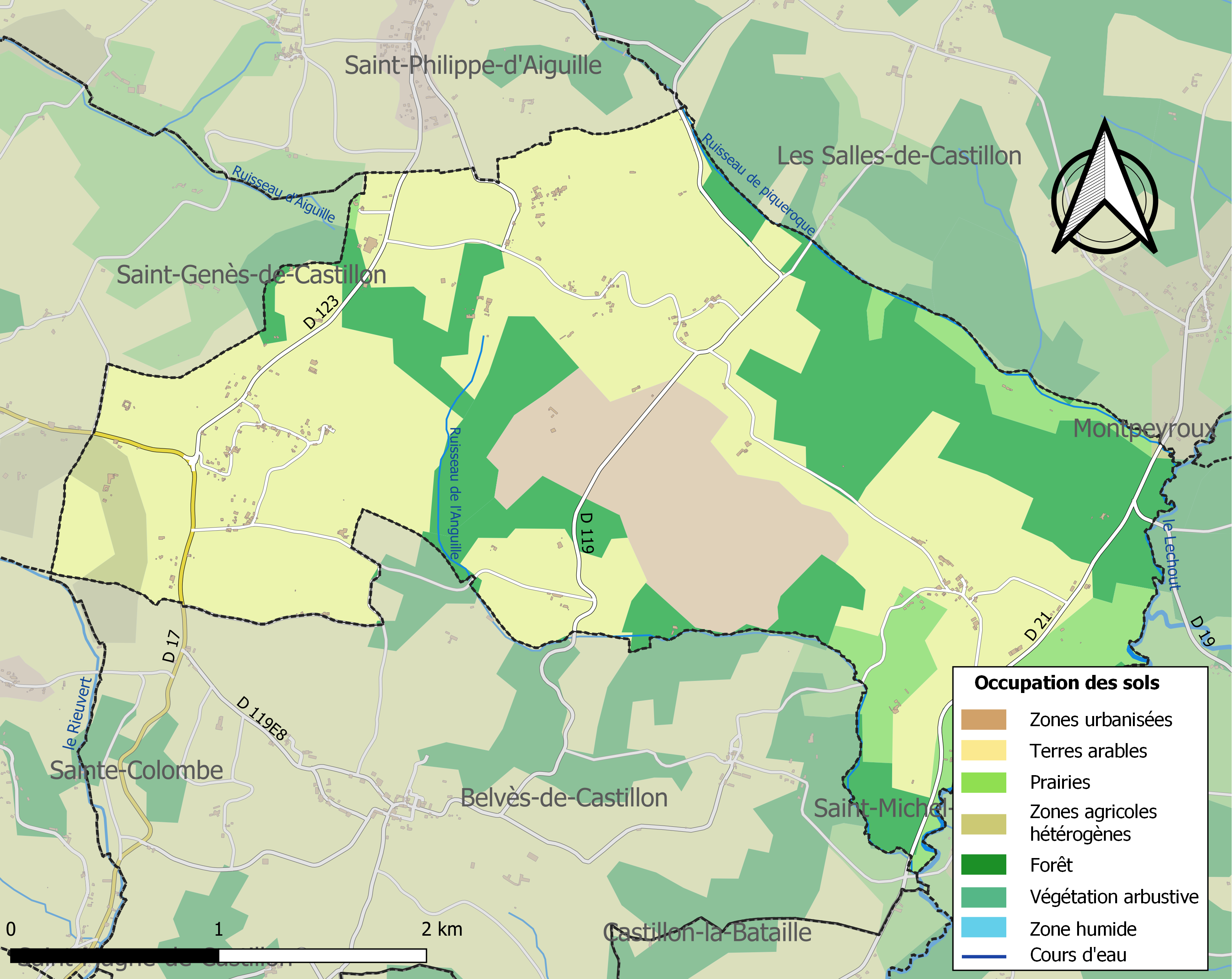
Carte des infrastructures et de l'occupation des sols de la commune en 2018 (CLC).

L'occupation des sols de la commune, telle qu'elle ressort de la base de données européenne d’occupation biophysique des sols Corine Land Cover (CLC), est marquée par l'importance des territoires agricoles (64,6 % en 2018), en diminution par rapport à 1990 (68,6 %). La répartition détaillée en 2018 est la suivante : 
cultures permanentes (54,9 %), forêts (24,4 %), espaces verts artificialisés, non agricoles (11,1 %), prairies (8 %), zones agricoles hétérogènes (1,7 %). L'évolution de l’occupation des sols de la commune et de ses infrastructures peut être observée sur les différentes représentations cartographiques du territoire : la carte de Cassini (XVIIIe siècle), la carte d'état-major (1820-1866) et les cartes ou photos aériennes de l'IGN pour la période actuelle (1950 à aujourd'hui).

### Risques majeurs
Le territoire de la commune de Gardegan-et-Tourtirac est vulnérable à différents aléas naturels : météorologiques (tempête, orage, neige, grand froid, canicule ou sécheresse), inondations, mouvements de terrains et séisme (sismicité très faible). Il est également exposé à un risque technologique, la rupture d'un barrage. Un site publié par le BRGM permet d'évaluer simplement et rapidement les risques d'un bien localisé soit par son adresse soit par le numéro de sa parcelle.

#### Risques naturels
La commune a été reconnue en état de catastrophe naturelle au titre des dommages causés par les inondations et coulées de boue survenues en 1982, 1983, 1999 et 2009,.
Les mouvements de terrains susceptibles de se produire sur la commune sont des affaissements et effondrements liés aux cavités souterraines (hors mines). Par ailleurs, afin de mieux appréhender le risque d’affaissement de terrain, l'inventaire national des cavités souterraines permet de localiser celles situées sur la commune.

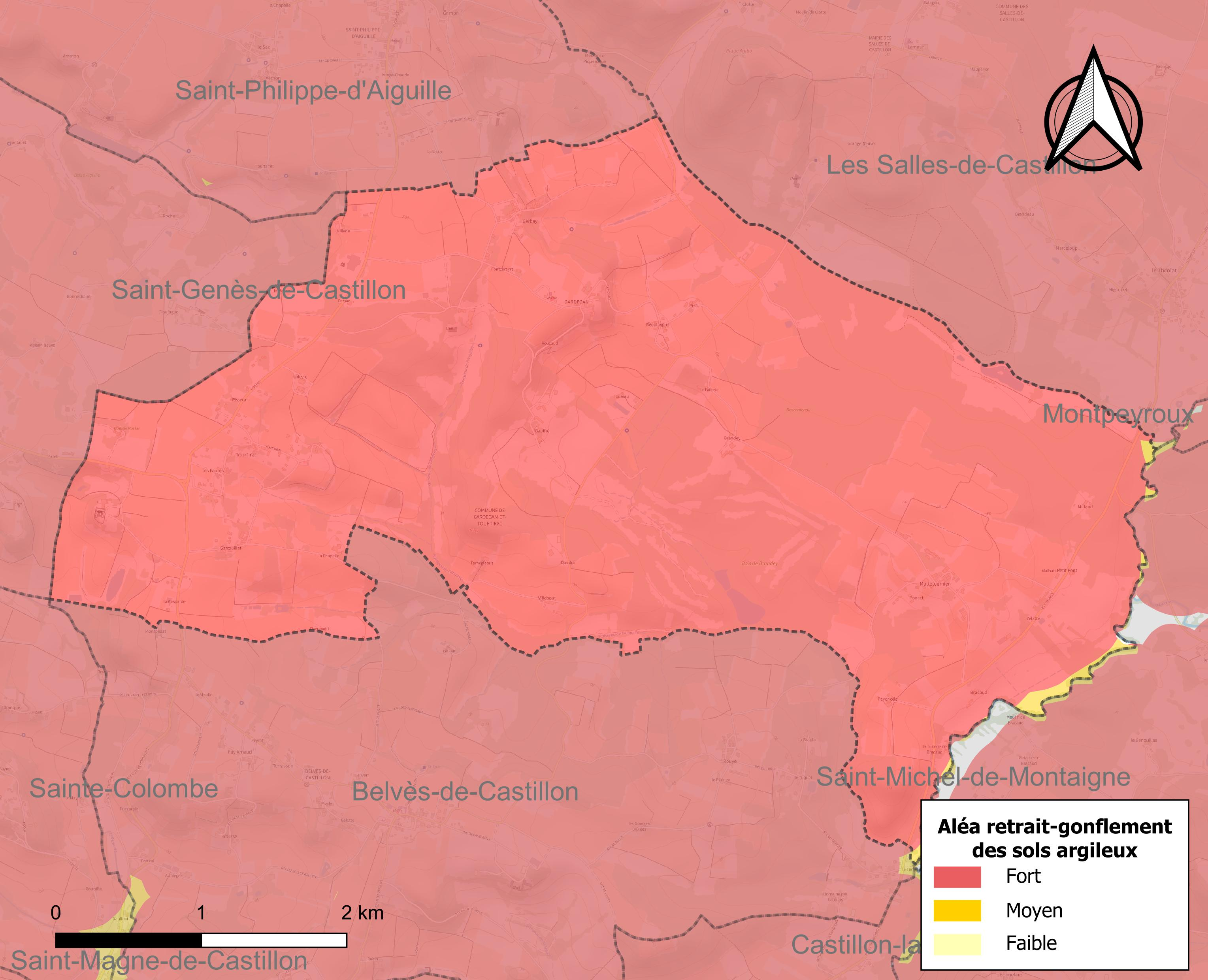
Carte des zones d'aléa retrait-gonflement des sols argileux de Gardegan-et-Tourtirac.

Le retrait-gonflement des sols argileux est susceptible d'engendrer des dommages importants aux bâtiments en cas d’alternance de périodes de sécheresse et de pluie. La totalité de la commune est en aléa moyen ou fort (67,4 % au niveau départemental et 48,5 % au niveau national). Sur les 161 bâtiments dénombrés sur la commune en 2019,  161 sont en aléa moyen ou fort, soit 100 %, à comparer aux 84 % au niveau départemental et 54 % au niveau national. Une cartographie de l'exposition du territoire national au retrait gonflement des sols argileux est disponible sur le site du BRGM,.
Par ailleurs, afin de mieux appréhender le risque d’affaissement de terrain, l'inventaire national des cavités souterraines permet de localiser celles situées sur la commune.
Concernant les mouvements de terrains, la commune a été reconnue en état de catastrophe naturelle au titre des dommages causés par la sécheresse en 2010 et par des mouvements de terrain en 1999.

#### Risques technologiques
La commune est en outre située en aval du  barrage de Bort-les-Orgues, un ouvrage sur la Dordogne de classe A soumis à PPI, disposant d'une retenue de 477 millions de mètres cubes. À ce titre elle est susceptible d’être touchée par l’onde de submersion consécutive à la rupture de cet ouvrage.

## Histoire
Des ossements humains ont été découverts en 1955 dans un contexte gallo-romain : tessons de poteries et fusaïole.

## Politique et administration
| Période                                  | Période  | Identité           | Étiquette | Qualité    |
| ---------------------------------------- | -------- | ------------------ | --------- | ---------- |
| Les données manquantes sont à compléter. |          |                    |           |            |
|                                          |          |                    |           |            |
| mars 2008                                | 2014     | Jean-Pierre Ferrer |           |            |
| 2014 (réélu en mai 2020)                 | En cours | Patrick Bigot      |           | Professeur |

## Population et société

### Démographie
Les habitants sont appelés les Gardeganais.
L'évolution du nombre d'habitants est connue à travers les recensements de la population effectués dans la commune depuis 1793. Pour les communes de moins de 10 000 habitants, une enquête de recensement portant sur toute la population est réalisée tous les cinq ans, les populations de référence des années intermédiaires étant quant à elles estimées par interpolation ou extrapolation. Pour la commune, le premier recensement exhaustif entrant dans le cadre du nouveau dispositif a été réalisé en 2005.

En 2022, la commune comptait 277 habitants, en évolution de −3,15 % par rapport à 2016 (Gironde : +6,91 %, France hors Mayotte : +2,11 %).
| 1793 | 1800 | 1806 | 1821 | 1831 | 1836 | 1841 | 1846 | 1851 |
| ---- | ---- | ---- | ---- | ---- | ---- | ---- | ---- | ---- |
| 236  | 277  | 294  | 359  | 377  | 375  | 386  | 383  | 361  |

| 1856 | 1861 | 1866 | 1872 | 1876 | 1881 | 1886 | 1891 | 1896 |
| ---- | ---- | ---- | ---- | ---- | ---- | ---- | ---- | ---- |
| 346  | 427  | 450  | 465  | 409  | 429  | 397  | 421  | 430  |

| 1901 | 1906 | 1911 | 1921 | 1926 | 1931 | 1936 | 1946 | 1954 |
| ---- | ---- | ---- | ---- | ---- | ---- | ---- | ---- | ---- |
| 472  | 439  | 439  | 401  | 409  | 418  | 397  | 346  | 352  |

| 1962 | 1968 | 1975 | 1982 | 1990 | 1999 | 2005 | 2006 | 2010 |
| ---- | ---- | ---- | ---- | ---- | ---- | ---- | ---- | ---- |
| 290  | 262  | 217  | 240  | 295  | 282  | 313  | 301  | 306  |

| 2015 | 2020 | 2022 | - | - | - | - | - | - |
| ---- | ---- | ---- | - | - | - | - | - | - |
| 288  | 279  | 277  | - | - | - | - | - | - |

### Sports
- Golf (domaine golfique de Saint-Émilion, ouverture prévue le 1er mai 2015)[30].

## Culture locale et patrimoine

### Lieux et monuments
- Église Saint-Martin (XIIe siècle), inscrite au titre des monuments historiques en 1925[31].
- Église Saint-Pierre de Tourtirac (XIIe siècle), également inscrite au titre des monuments historiques en 1925[32].
- Château de Pitray du XIXe siècle, inscrit au titre des monuments historiques en 2010[33] ; château au milieu d'un vaste bois.
- Allée couverte du Pitray, dans le parc du château.